# Przegląd Komunikacyjny
Przegląd Komunikacyjny – miesięcznik naukowo-techniczny, adresowany do przedstawicieli branży transportowej i studentów kierunków transportowych.
Na łamach czasopisma poruszane są zagadnienia techniczne, ekonomiczne i prawne związane z szeroko rozumianym transportem oraz infrastrukturą transportu. Publikowane są również materiały związane z geografią, historią i socjologią transportu.
W latach 1945–1951 Przegląd Komunikacyjny ukazywał się jako periodyk Ministerstwa Komunikacji. W latach 1951–1962 czasopismo nie ukazywało się. Od roku 1962 Przegląd wydawały Wydawnictwa Komunikacji i Łączności.
Po roku 1990 wydawcą Przeglądu Komunikacyjnego zostało Stowarzyszenie Inżynierów i Techników Komunikacji Rzeczpospolitej Polskiej.
Przegląd Komunikacyjny ma status czasopisma naukowego. Nadsyłane do redakcji artykuły podlegają recenzji, co – po opublikowaniu – pozwala zaliczyć je do dorobku naukowego autorów. W 2013 roku Ministerstwo Nauki i Szkolnictwa Wyższego wynagradzało publikację pracy naukowej na łamach Przeglądu Komunikacyjnego 4 punktami.